# Estribación

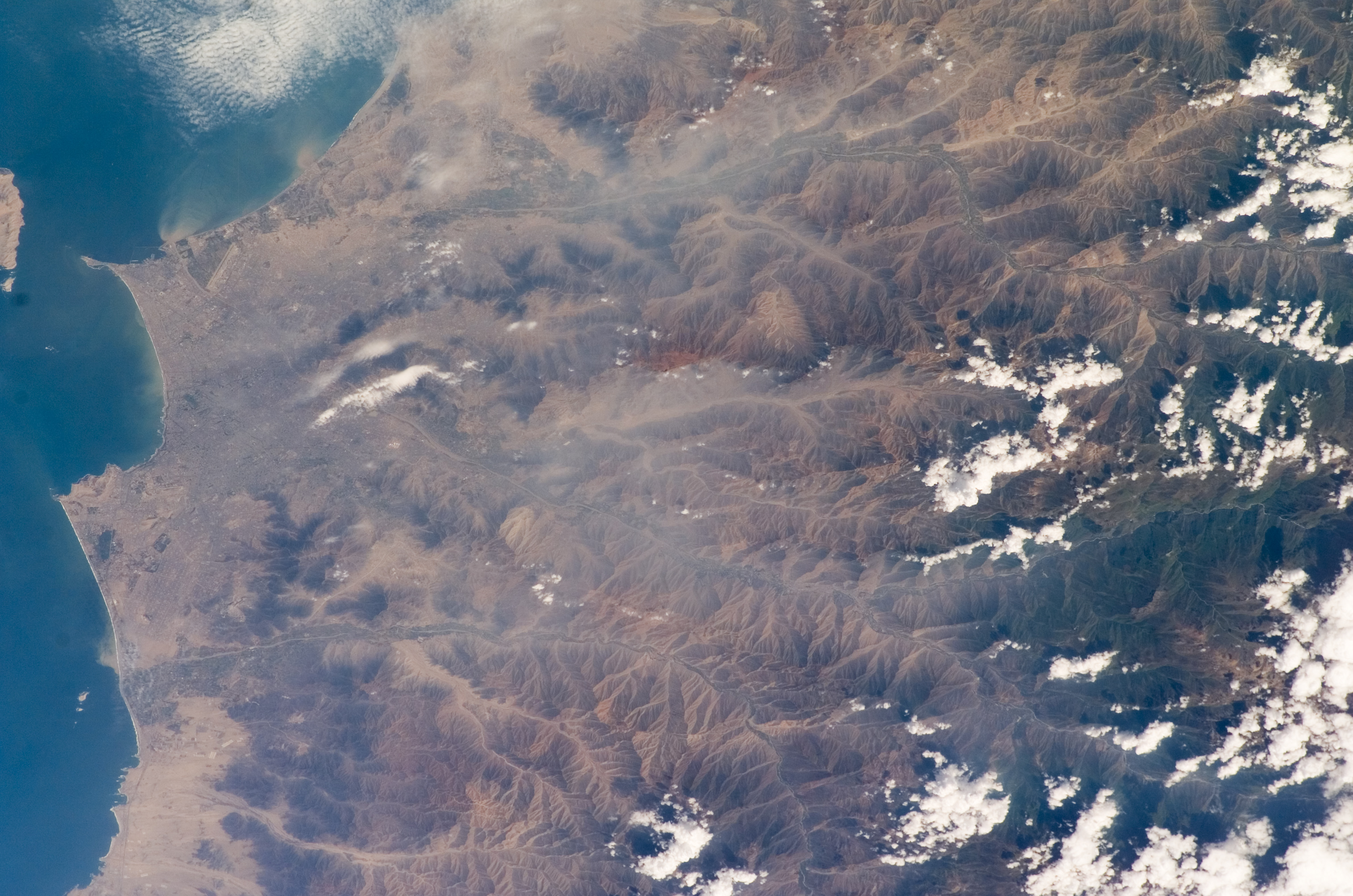
Imagen satelital del desierto costero limeño en la parte izquierda junto con la ciudad de Lima en el litoral y parte de las estribaciones andinas visibles desde la parte central derecha.

Una estribación es un grupo de pequeñas montañas que derivan de un sistema orográfico mayor, dígase cordillera o sierra, y que generalmente son más bajas que este; también a ramales cortos que salen de dichos sistemas. Son típicas del flanco occidental de los Andes peruanos. Las estribaciones andinas representan para la costa peruana, la interrupción de valles y desiertos debido a la presencia de cadenas de cerros o cordilleras que van en sentido perpendicular al litoral y a la cordillera occidental de los Andes.